# Nekromantix
Die Nekromantix sind eine dänisch-amerikanische Psychobilly-Band, die 1989 in Kopenhagen gegründet wurde.

## Bandgeschichte

### Gründung
Nachdem er acht Jahre für die königliche dänische Marine in einem U-Boot zur See gefahren war, versuchte Sänger und Bassist Kim Nekroman (bürgerlich Dan Gaarde), als Schlagzeuger in einer Rockabilly-Band Fuß zu fassen, bevor er begann, sich für Psychobilly zu interessieren. Er kreierte seinen unverkennbaren sargförmigen Kontrabass („Coffinbass“) und rief die Nekromantix ins Leben. 
Von 1989 bis 2005 wechselte die Besetzung von Gitarre und Schlagzeug mehrfach; vor der aktuellen Besetzung waren die Positionen mit den Brüdern Peter (Gitarre) und Kristian (Schlagzeug) Sandorff besetzt, von 2005 bis 2007 besetzte Troy Destroy die Gitarre und Wasted James von 2005 bis 2006 das Schlagzeug. Als Mitte Januar 2009 Andrew Martinez (Andy DeMize) bei einem Autounfall verstarb, musste eine neue Schlagzeugerin an Bord – Lux.

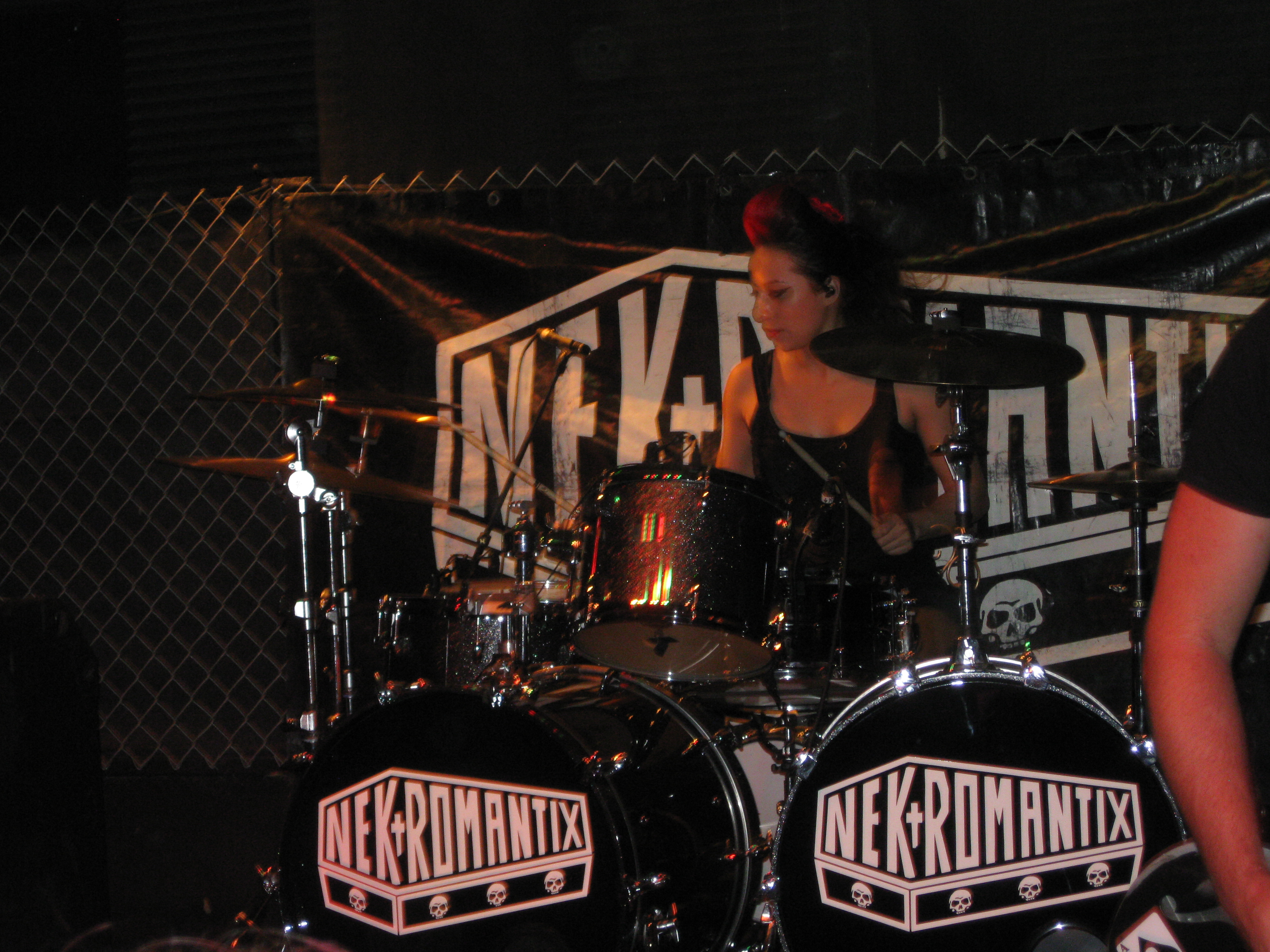
Die ehemalige Schlagzeugerin Lux

### Aufstieg
Die Nekromantix spielten auf zwei kleineren Veranstaltungen in Kopenhagen, bevor sie nur ein halbes Jahr nach ihrer Gründung auf einem großen Psychobilly-Festival in Hamburg auftraten. Durch diesen Auftritt bekamen sie den Plattenvertrag für ihr erstes Album, Hellbound. Die Band tourte anschließend massiv durch ganz Europa. Zu dieser Zeit wurde die Psychobilly-Szene in erster Linie von britischen Bands dominiert. 
Im Jahr 1991 nahm die Band ihr zweites Album, Curse of the Coffin, auf. Single-Auskopplungen hieraus fanden Einzug in das Programm des Musiksenders MTV.

### Weiterer Verlauf der Karriere

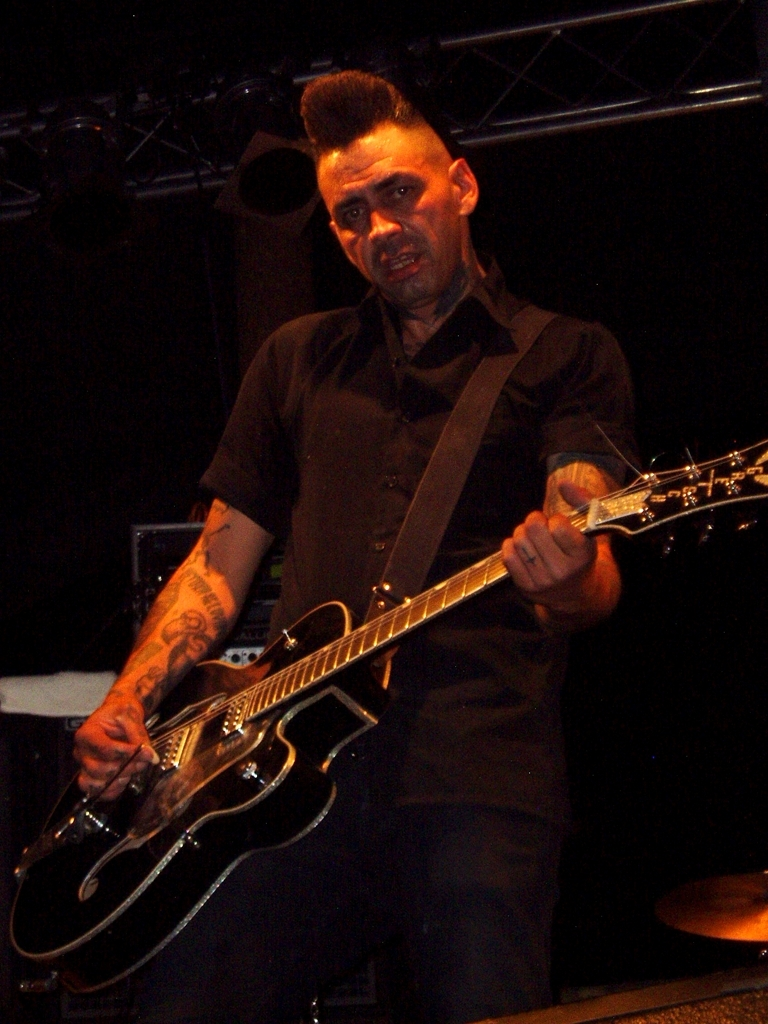
Leadsänger Kim Nekroman

Das Nachfolgealbum Brought Back to Life von 1994 war das erste Psychobilly-Album, das jemals für einen Grammy-Award nominiert wurde.
2001 wurde die Band vom Musiklabel Hellcat Records unter Vertrag genommen, deren Besitzer, Tim Armstrong von der Punkrockband Rancid, bekennender Fan der Nekromantix ist. Ihr fünftes Album (und gleichzeitig ihr US-Debüt), Return of the Loving Dead, wurde in Los Angeles aufgenommen und 2002 veröffentlicht.
Das sechste Album, Dead Girls Don’t Cry, wurde 2004 durch Hellcat Records veröffentlicht. Bassspur und Gesang hierfür waren von Nekroman in Los Angeles, Gitarre und Schlagzeug von den Sandorff-Brüdern in Dänemark aufgenommen worden.
Im April 2005 trennten sich die Sandorff-Brüder im Guten von den Nekromantix. Sie wurden durch Troy Destroy und Wasted James ersetzt, die beide von der kalifornischen Psychobilly-Band Rezurex kamen. Schlagzeuger Wasted James spielt auch bei der Tiger Army und war schon früher als Drummer mit Nekromantix auf Tour gewesen. 2006 wurde Wasted James durch Andrew Martinez (Künstlername „Andy DeMize“) von der kalifornischen Band The Rocketz ersetzt. Dieser starb am 11. Januar 2009 an den Folgen eines Autounfalls im kalifornischen Fullerton.
Im März 2007 wurde das Album Life Is a Grave & I Dig It! veröffentlicht.

## Diskografie
- Hellbound (1990)
- Curse of the Coffin (1991)
- Brought Back to Life (1994)
- Demons Are a Girl’s Best Friend (1996)
- Undead ’n’ Live (2001)
- Return of the Loving Dead (2002)
- Dead Girls Don’t Cry (2004)
- Brought Back to Life Again (2005)
- Dead Bodies (12") (2005)
- Life Is a Grave & I Dig It! (2007)
- What Happens in Hell, Stays in Hell (2011)
- A Symphony of Wolf Tones & Ghost Notes (2016)

## Trivia
Kim Nekromans „Coffinbass“ machte mehrere Entwicklungsphasen durch. Ursprünglich handelte es sich um einen stilisierten Kindersarg, doch die Klangeigenschaften waren schlecht, da der Korpus des Instrumentes zu klein war. Kim Nekroman entwickelte mehrere jeweils verbesserte Modelle. Der aktuelle Bass ist zum Zwecke eines einfacheren Transports zusammenklappbar.
Nekroman ist mit Patricia Day, Ex-Gitarristin der dänischen Band Peanut Pump Gun, verheiratet. Zusammen spielen sie bei den Horrorpops.